# Nekrolog Mai 2001
Nekrolog
◄◄
| ◄
| 1997
| 1998
| 1999
| 2000
| 2001 | 2002 | 2003 | 2004 | 2005 | ► | ►►
Januar |
Februar |
März |
April |
Mai |
Juni |
Juli |
August |
September |
Oktober |
November |
Dezember 2001
Weitere Ereignisse | Allgemeiner Nekrolog 2001
Die Beschreibung der verstorbenen Person sollte so kurz wie möglich gehalten sein und nur deren signifikante Tätigkeit(en) enthalten.
Neue Namen ggf. auch unter dem Geburts- und Sterbedatum, also etwa unter 1. Januar und im Geburts- und Sterbejahr (2024) eintragen (nur bei entsprechender großer Wichtigkeit). Für Beispiele siehe die schon vorhandenen Artikel.
Außerdem über die fünf zuletzt Verstorbenen, zu denen es einen ausreichend guten Artikel für eine Präsentation auf der Hauptseite gibt, nach der todesbedingten Überarbeitung der Artikel ggf. auch unter Wikipedia Diskussion:Hauptseite informieren und sie am besten auch in den anderen Wikipedia-Sprachversionen eintragen. Tipp: Regelmäßig bei news.google.de nach „ist tot“, „gestorben“ oder „verstorben“ suchen.
Wenn eine Person gestorben ist, gibt es viele Seiten zu dieser Person in der Wikipedia, die davon auch betroffen sind und entsprechend aktualisiert werden müssen. Beispiele: Namenübersichtsseite, Geburtsjahr, Geburtsort-Seiten und viele mehr.
Wie finde ich die betroffenen Seiten?
Im Suchfeld auf der linken Seite gibt man den Suchbegriff so ein: „Vorname Nachname“. Dann klickt man auf Volltext und alle Seiten mit entsprechendem Suchtext werden aufgerufen. Hier sieht man dann schnell, wo auch das Todesjahr Sinn macht oder sogar ein Teil des Artikels angepasst werden muss. Auch hilft das „Werkzeug“ auf der linken Seite sehr gut, um solche Seiten aufzufinden: „Links auf diese Seite“. Somit ist die Wikipedia wieder aktuell in allen Bereichen! Hinweis: bei Eintragung der Kategorie „Gestorben JAHR“ wird der Missbrauchsfilter 49 ausgelöst, was jedoch nicht schlimm ist. Siehe: Spezial:Missbrauchsfilter/49
Dies ist eine Liste von im Mai 2001 verstorbenen bekannten Persönlichkeiten. Die Einträge erfolgen innerhalb der einzelnen Daten alphabetisch sortiert. Tiere sind im Nekrolog für Tiere zu finden.

## Mai
| Tag     | Name                                | Beruf, bekannt als                                                                                              | Alter | Beleg |
| ------- | ----------------------------------- | --- | ----- | ----- |
| 1. Mai  | Christopher Church                  | britischer Radrennfahrer                                                                                        | 60    |       |
| 1. Mai  | Christoph Kaempf                    | deutscher Jurist und Japanologe                                                                                 | 88    |       |
| 1. Mai  | Ernie Pomfret                       | britischer Hindernisläufer                                                                                      | 60    |       |
| 1. Mai  | Heinrich Spaemann                   | deutscher katholischer Priester und Schriftsteller                                                              | 97    |       |
| 2. Mai  | Poul Dalsager                       | dänischer Politiker, Mitglied des Folketing und EG-Kommissar (1981–1985)                                        | 72    |       |
| 2. Mai  | Georges Dard                        | französischer Fußballspieler                                                                                    | 82    |       |
| 2. Mai  | Wolfgang Greese                     | deutscher Schauspieler                                                                                          | 75    |       |
| 2. Mai  | Réginald-André-Paulin-Edmond Jacq   | französischer Apostolischer Vikar                                                                               | 95    |       |
| 2. Mai  | Curtis Johnson                      | US-amerikanischer Rockabilly-Musiker                                                                            | 67    |       |
| 2. Mai  | Heinz te Laake                      | deutscher Künstler der Malerei, Kinetik und Skulptur                                                            | 76    |       |
| 2. Mai  | Gina Mastrogiacomo                  | US-amerikanische Schauspielerin                                                                                 | 39    |       |
| 2. Mai  | Klement Steinmetz                   | österreichischer Fußballspieler                                                                                 | 86    |       |
| 3. Mai  | Philip George Houthem Gell          | britischer Mediziner und Immunologe                                                                             | 86    |       |
| 3. Mai  | Helmuth Herold                      | deutscher Interpret und Lehrmeister der Mundharmonika                                                           | 72    |       |
| 3. Mai  | Billy Higgins                       | US-amerikanischer Jazz-Schlagzeuger                                                                             | 64    |       |
| 3. Mai  | Rolf Jahn                           | deutscher Fußballtorhüter und Lehrer                                                                            | 73    |       |
| 3. Mai  | Bernard L. Strehler                 | US-amerikanischer Biologe und Gerontologe                                                                       | 76    |       |
| 4. Mai  | Anne Anastasi                       | US-amerikanische Psychologin                                                                                    | 92    |       |
| 4. Mai  | Vaska Ilieva                        | mazedonische Sängerin                                                                                           | 77    |       |
| 4. Mai  | Rudolf Kassühlke                    | deutscher Geistlicher, Missionar, Kirchenlieddichter und Bibelübersetzer                                        | 71    |       |
| 4. Mai  | Rudi Strahl                         | deutscher Dramatiker, Erzähler und Lyriker                                                                      | 69    |       |
| 4. Mai  | Arne Sucksdorff                     | schwedischer Fotograf, Regisseur und Drehbuchautor                                                              | 84    |       |
| 5. Mai  | Ursula de Boor                      | deutsche Widerstandskämpferin gegen den Nationalsozialismus                                                     | 86    |       |
| 5. Mai  | Paul Bùi Chu Tạo                    | vietnamesischer Geistlicher, katholischer Bischof                                                               | 92    |       |
| 5. Mai  | Boozoo Chavis                       | US-amerikanischer Pionier der Zydeco-Musik                                                                      | 70    |       |
| 5. Mai  | Roland Felber                       | deutscher Sinologe                                                                                              | 65    |       |
| 5. Mai  | Morris Graves                       | US-amerikanischer Maler und Grafiker                                                                            | 90    |       |
| 5. Mai  | Bill Homeier                        | US-amerikanischer Rennfahrer                                                                                    | 82    |       |
| 5. Mai  | Mabel Karr                          | argentinische Schauspielerin                                                                                    | 66    |       |
| 5. Mai  | Jean-Berchmans Nterere              | burundischer Geistlicher, katholischer Bischof                                                                  | 58    |       |
| 5. Mai  | Wolfgang Perschmann                 | deutscher Chorleiter, Organist, Dirigent, Autor und Dozent                                                      | 89    |       |
| 5. Mai  | Hans Rampf                          | deutscher Eishockeyspieler und -trainer                                                                         | 70    |       |
| 5. Mai  | Simon Slåttvik                      | norwegischer Skisportler                                                                                        | 83    |       |
| 6. Mai  | René Bondoux                        | französischer Florettfechter                                                                                    | 95    |       |
| 6. Mai  | Gustav Fehrenbach                   | deutscher Gewerkschafter                                                                                        | 76    |       |
| 6. Mai  | Alfred Hartmann                     | deutscher Motorrad- und Automobilrennfahrer, Motortuner sowie Unternehmer                                       | 90    |       |
| 6. Mai  | Karl Wilhelm Krause                 | deutscher Offizier der Waffen-SS                                                                                | 90    |       |
| 7. Mai  | Jacques de Bourbon Busset           | französischer Schriftsteller und Diplomat                                                                       | 89    |       |
| 7. Mai  | Siegfried Ernst                     | deutscher Arzt, Kirchenpolitiker und Aktivist                                                                   | 86    |       |
| 7. Mai  | Edwin Finckel                       | US-amerikanischer Pianist, Arrangeur und Komponist                                                              | 83    |       |
| 7. Mai  | Joseph Greenberg                    | US-amerikanischer Linguist                                                                                      | 85    |       |
| 7. Mai  | Elisabeth Reichelt                  | deutsche Opernsängerin (Koloratursopran)                                                                        | 91    |       |
| 8. Mai  | Horst Grund                         | deutscher Kameramann und Fotograf                                                                               | 85    |       |
| 8. Mai  | Gustav A. Lienert                   | deutscher Psychologe                                                                                            | 80    |       |
| 8. Mai  | Wilhelm Meentzen                    | deutscher Vizeadmiral der Bundesmarine                                                                          | 86    |       |
| 8. Mai  | Ernst Müller                        | Schweizer Maler, Zeichner und Lithograph                                                                        | 98    |       |
| 8. Mai  | Piero Natoli                        | italienischer Filmregisseur, Drehbuchautor und Schauspieler                                                     | 54    |       |
| 8. Mai  | Luis Rijo                           | uruguayischer Fußballspieler                                                                                    | 73    |       |
| 8. Mai  | Rudolf Samper                       | deutscher Jurist und Schriftsteller                                                                             | 88    |       |
| 8. Mai  | Franz Ferdinand Schwarz             | österreichischer Altphilologe                                                                                   | 66    |       |
| 8. Mai  | Johan Jacob Seidel                  | niederländischer Mathematiker                                                                                   | 81    |       |
| 9. Mai  | Heinz Bethge                        | deutscher Physiker                                                                                              | 81    |       |
| 9. Mai  | Karl Blaimschein                    | österreichischer Politiker (ÖVP), Landtagsabgeordneter                                                          | 78    |       |
| 9. Mai  | Ferdinand Broemser                  | deutscher Altphilologe                                                                                          | 81    |       |
| 9. Mai  | Marie Cardinal                      | französische Schriftstellerin, Journalistin, Drehbuchautorin und Schauspielerin                                 |       |       |
| 9. Mai  | Miroslav Kárný                      | tschechischer Historiker und Holocaust-Forscher                                                                 | 81    |       |
| 9. Mai  | André Neury                         | Schweizer Fußballspieler                                                                                        | 79    |       |
| 9. Mai  | Wolfgang Peuker                     | deutscher Maler und Graphiker                                                                                   | 55    |       |
| 9. Mai  | Johannes Poethen                    | deutscher Schriftsteller                                                                                        | 72    |       |
| 9. Mai  | Raymond Probst                      | Schweizer Diplomat                                                                                              | 82    |       |
| 9. Mai  | Nikos Sampson                       | zypriotischer Politiker, Präsident der Republik Zypern                                                          | 65    |       |
| 9. Mai  | William Thomas Stearn               | britischer Botaniker                                                                                            | 90    |       |
| 9. Mai  | Søren Strømberg                     | dänischer Schauspieler                                                                                          | 56    |       |
| 9. Mai  | Søren Strømberg                     | dänischer Schauspieler                                                                                          | 56    |       |
| 10. Mai | Ernst Kraft                         | deutscher Politiker (CDU), MdL                                                                                  | 76    |       |
| 10. Mai | Marcel Rijckaert                    | belgischer Radrennfahrer                                                                                        | 76    |       |
| 10. Mai | Werner Schuster                     | deutscher Politiker (SPD), MdB                                                                                  | 62    |       |
| 10. Mai | Dorothy Burr Thompson               | US-amerikanische Altertumswissenschaftlerin und Archäologin                                                     | 100   |       |
| 10. Mai | Kurt Ziesel                         | österreichischer Journalist                                                                                     | 90    |       |
| 11. Mai | Douglas Adams                       | britischer Schriftsteller                                                                                       | 49    |       |
| 11. Mai | Wolfgang Arps                       | deutscher Schauspieler                                                                                          | 75    |       |
| 11. Mai | Freddie Burretti                    | britischer Sänger und Modedesigner                                                                              | 49    |       |
| 11. Mai | Klaus Schlesinger                   | deutscher Schriftsteller und Journalist                                                                         | 64    |       |
| 12. Mai | Isa von Bernus                      | deutsche Schauspielerin, Rezitatorin und Muse                                                                   | 103   |       |
| 12. Mai | Otto Böttger                        | deutscher Physiker und Hochschullehrer                                                                          | 77    |       |
| 12. Mai | Perry Como                          | US-amerikanischer Sänger                                                                                        | 88    |       |
| 12. Mai | Didi                                | brasilianischer Fußballspieler                                                                                  | 72    |       |
| 12. Mai | John Fauvel                         | britischer Mathematikhistoriker                                                                                 | 53    |       |
| 12. Mai | Gianfranco Ferroni                  | italienischer Maler und Grafiker                                                                                | 74    |       |
| 12. Mai | Willy Gysi                          | Schweizer Feldhandballspieler                                                                                   | 83    |       |
| 12. Mai | Paul Morgan                         | britischer Ingenieur und Firmengründer                                                                          | 52    |       |
| 12. Mai | Fritz Pfenninger                    | Schweizer Radrennfahrer                                                                                         | 66    |       |
| 12. Mai | Alexei Andrejewitsch Tupolew        | russischer Flugzeugkonstrukteur                                                                                 | 75    |       |
| 13. Mai | Eddra Gale                          | US-amerikanische Schauspielerin und Sängerin                                                                    | 79    |       |
| 13. Mai | Salvador Garmendia                  | venezolanischer Schriftsteller und Journalist                                                                   | 72    |       |
| 13. Mai | Helmut Meyer                        | deutscher Sportfunktionär                                                                                       | 74    |       |
| 13. Mai | Jason Anthony Miller                | US-amerikanischer Schauspieler und Dramatiker                                                                   | 62    |       |
| 13. Mai | R. K. Narayan                       | indischer Romanautor                                                                                            | 94    |       |
| 13. Mai | Gwen Bagni                          | US-amerikanische Drehbuchautorin                                                                                | 88    |       |
| 14. Mai | Paul Bénichou                       | französischer Romanist und Literaturwissenschaftler                                                             | 92    |       |
| 14. Mai | Mauro Bolognini                     | italienischer Filmregisseur                                                                                     | 78    |       |
| 14. Mai | Joseph Bücker                       | deutscher Verwaltungsjurist, Direktor beim Deutschen Bundestag                                                  | 74    |       |
| 14. Mai | Gil Langley                         | australischer Australian Football- und Cricketspieler, Politiker, Sprecher des South Australian House of Ass... | 81    |       |
| 14. Mai | Elisabeth Lennartz                  | deutsche Schauspielerin                                                                                         | 98    |       |
| 14. Mai | Mortimer Morris-Goodall             | britischer Autorennfahrer                                                                                       | 94    |       |
| 14. Mai | Armando Nannuzzi                    | italienischer Kameramann                                                                                        | 75    |       |
| 14. Mai | Ettore Puricelli                    | uruguayisch-italienischer Fußballspieler und -trainer                                                           | 84    |       |
| 14. Mai | Martin Ritter                       | deutscher Maler und Grafiker                                                                                    | 96    |       |
| 14. Mai | Louis Rollet                        | französischer Kolonialbeamter                                                                                   | 85    |       |
| 15. Mai | Joachim Israel                      | schwedischer Soziologe, Sozialpsychologe und kritischer Gesellschaftstheoretiker                                | 80    |       |
| 15. Mai | Ladislav Kareš                      | tschechischer Fußballspieler                                                                                    | 81    |       |
| 15. Mai | Jean-Philippe Lauer                 | französischer Ägyptologe                                                                                        | 99    |       |
| 15. Mai | Fritz Müller                        | deutsch-US-amerikanischer Ingenieur und Raketenwissenschaftler                                                  | 93    |       |
| 15. Mai | Bobby Murdoch                       | schottischer Fußballspieler und -trainer                                                                        | 56    |       |
| 15. Mai | Chuck Sample                        | US-amerikanischer American-Football-Spieler                                                                     | 81    |       |
| 15. Mai | Georgi Chosrojewitsch Schachnasarow | sowjetischer bzw. russischer Politologe                                                                         | 76    |       |
| 15. Mai | Ursula Stahl-Schultze               | deutsche Malerin, Kunsterzieherin und Werklehrerin                                                              | 95    |       |
| 15. Mai | Sacha Vierny                        | französischer Kameramann                                                                                        | 81    |       |
| 16. Mai | Antonio Flores                      | mexikanischer Fußballspieler                                                                                    | 77    |       |
| 16. Mai | Prince Ital Joe                     | US-amerikanischer Reggae-Musiker                                                                                | 38    |       |
| 16. Mai | Ebba Sörbom                         | jugoslawisch-schwedische Schriftstellerin                                                                       | 73    |       |
| 16. Mai | Witold Stachurski                   | polnischer Boxer                                                                                                | 54    |       |
| 16. Mai | Michel Viaud                        | französischer Ruderer                                                                                           | 61    |       |
| 17. Mai | Gerd Buchdahl                       | deutsch-englischer Wissenschaftshistoriker, Wissenschaftsphilosoph, Hochschullehrer                             | 86    |       |
| 17. Mai | Ikuma Dan                           | japanischer Komponist und Essayist                                                                              | 77    |       |
| 17. Mai | Jean Gaudemet                       | französischer Rechtshistoriker                                                                                  | 92    |       |
| 17. Mai | Jacques-Louis Lions                 | französischer Mathematiker                                                                                      | 73    |       |
| 17. Mai | Julius Schädler                     | liechtensteinischer Rennrodler                                                                                  | 59    |       |
| 17. Mai | Frank Gill Slaughter                | US-amerikanischer Arzt und Bestsellerautor                                                                      | 93    |       |
| 17. Mai | Renato Spallanzani                  | italienischer Geistlicher, katholischer Bischof                                                                 | 90    |       |
| 17. Mai | Joachim Staritz                     | deutscher Hörspielregisseur                                                                                     | 68    |       |
| 17. Mai | Yossi Yadin                         | israelischer Schauspieler                                                                                       | 80    |       |
| 18. Mai | Hazel Larsen Archer                 | US-amerikanische Fotografin und Hochschullehrerin                                                               | 80    |       |
| 18. Mai | Medhat Sheikh el-Ard                | saudi-arabischer Diplomat                                                                                       | 81    |       |
| 18. Mai | József Bíró                         | ungarischer kommunistischer Politiker, Mitglied des Parlaments                                                  | 80    |       |
| 18. Mai | Paul Dinter                         | deutscher Radrennfahrer                                                                                         | 78    |       |
| 18. Mai | Pierre Even                         | französischer Radrennfahrer                                                                                     | 72    |       |
| 19. Mai | Eliza Hansen                        | deutsche Klavierpädagogin, Pianistin und Cembalistin rumänischer Abstammung                                     | 91    |       |
| 19. Mai | Josef Haunzwickel                   | österreichischer Leichtathlet                                                                                   | 86    |       |
| 19. Mai | Vidkunn Hveding                     | norwegischer Politiker (Høyre), Mitglied des Storting, Minister für Öl und Energie                              | 80    |       |
| 19. Mai | Erwin Georg Keilholz                | deutscher Politiker (CSU)                                                                                       | 71    |       |
| 19. Mai | Alexei Petrowitsch Maressjew        | sowjetischer Jagdflieger                                                                                        | 84    |       |
| 19. Mai | Hans Mayer                          | deutscher Literaturwissenschaftler, Jurist, Sozialforscher, Kritiker, Schriftsteller und Musikwissenschaftler   | 94    |       |
| 19. Mai | Susannah McCorkle                   | US-amerikanische Jazzsängerin                                                                                   | 55    |       |
| 19. Mai | Herbert Rafflenbeul                 | deutscher Organist und Chorleiter                                                                               | 88    |       |
| 19. Mai | Bob Tinning                         | australischer Ruderer                                                                                           | 75    |       |
| 20. Mai | Carl Eric Almgren                   | schwedischer General, Chef des Heeres                                                                           | 88    |       |
| 20. Mai | Horst Bourmer                       | deutscher Mediziner                                                                                             | 80    |       |
| 20. Mai | Renato Carosone                     | italienischer Musiker und Maler                                                                                 | 81    |       |
| 20. Mai | Frederick Gerard Friedlander        | britischer Mathematiker                                                                                         | 83    |       |
| 20. Mai | Carlos Armando Lara                 | mexikanischer Fußballspieler und -trainer                                                                       | 66    |       |
| 20. Mai | Heinrich Mohaupt                    | schweizerisch-US-amerikanischer Erfinder                                                                        | 85    |       |
| 20. Mai | Aimo Sakari                         | finnischer Romanist, Provenzalist, Mediävist und Übersetzer                                                     | 90    |       |
| 21. Mai | Heinz Kamnitzer                     | deutscher Schriftsteller und Historiker                                                                         | 84    |       |
| 21. Mai | Wilhelm Kuntner                     | österreichischer General und Militärdiplomat                                                                    | 85    |       |
| 21. Mai | Paul Magee                          | australischer Hürdenläufer                                                                                      | 85    |       |
| 21. Mai | Guido Achille Mansuelli             | italienischer Klassischer Archäologe und Etruskologe                                                            | 85    |       |
| 21. Mai | Mario Martinelli                    | italienischer Politiker (DC)                                                                                    | 95    |       |
| 21. Mai | Albert Massiczek                    | österreichischer Autor                                                                                          | 85    |       |
| 21. Mai | Hansjakob Mattern                   | deutscher Arzt für Allgemeinmedizin und Hochschullehrer                                                         | 89    |       |
| 21. Mai | Gabriele Rumi                       | italienischer Unternehmer und Motorsport-Teamchef                                                               | 61    |       |
| 21. Mai | Josef Schürgers                     | deutscher Politiker (CDU), MdL                                                                                  | 78    |       |
| 21. Mai | Hiromasa Suzuki                     | japanischer Jazzmusiker                                                                                         | 60    |       |
| 21. Mai | Tad Szulc                           | US-amerikanischer Journalist und Autor                                                                          | 74    |       |
| 21. Mai | Fritz Uhl                           | österreichischer Opernsänger (Tenor)                                                                            | 73    |       |
| 22. Mai | Lorez Alexandria                    | US-amerikanische Jazz-Sängerin                                                                                  | 71    |       |
| 22. Mai | Jenő Fock                           | ungarischer kommunistischer Politiker                                                                           | 85    |       |
| 22. Mai | George Hamilton                     | schottischer Fußballspieler                                                                                     | 83    |       |
| 22. Mai | Jean Hougron                        | französischer Schriftsteller                                                                                    | 77    |       |
| 22. Mai | Elisabeth Schwander                 | deutsche Gründerin des deutschen Dorfhelferinnenwerks sowie Vordenkerin der Landfrauenbewegung                  | 84    |       |
| 22. Mai | Jack Watling                        | britischer Schauspieler                                                                                         | 78    |       |
| 23. Mai | Ibrahim Abu-Lughod                  | palästinensisch-US-amerikanischer Politikwissenschaftler und Politiker                                          | 72    |       |
| 23. Mai | Harald Bergström                    | schwedischer Mathematiker                                                                                       | 93    |       |
| 23. Mai | Walter Eytan                        | israelischer Diplomat                                                                                           | 90    |       |
| 23. Mai | Leamon King                         | US-amerikanischer Sprinter                                                                                      | 65    |       |
| 23. Mai | Lee Chiaw Meng                      | chinesischer bzw. singapurischer Pädagoge und Politiker                                                         | 64    |       |
| 23. Mai | Ken Middleham                       | US-amerikanischer Kameramann                                                                                    | 74    |       |
| 23. Mai | Arno Mohr                           | deutscher Maler und Grafiker                                                                                    | 90    |       |
| 23. Mai | Alessandro Natta                    | italienischer Politiker, MdEP                                                                                   | 83    |       |
| 23. Mai | Arseni Wassiljewitsch Woroscheikin  | sowjetischer Pilot                                                                                              | 88    |       |
| 24. Mai | Jo Ann Greer                        | US-amerikanische Sängerin                                                                                       | 74    |       |
| 24. Mai | Wolfgang Kimmig                     | deutscher Prähistoriker                                                                                         | 90    |       |
| 24. Mai | Karl Kögler                         | österreichischer Komponist und Lehrer                                                                           | 83    |       |
| 24. Mai | Wladimir Petrowitsch Resizki        | russischer Altsaxophonist und Bandleader                                                                        |       |       |
| 24. Mai | Paul Skonieczny                     | deutscher Jurist und Ministerialbeamter                                                                         | 91    |       |
| 24. Mai | Javier Urruticoechea                | spanischer Fußballtorhüter                                                                                      | 49    |       |
| 24. Mai | Domenico Vacchiano                  | italienischer Geistlicher, katholischer Bischof                                                                 | 86    |       |
| 24. Mai | Hans Walter Wild                    | deutscher Verwaltungsjurist und Kommunalpolitiker (SPD)                                                         | 81    |       |
| 25. Mai | John W. Holmes                      | Filmeditor | 84    |       |
| 25. Mai | Malcom McLean                       | US-amerikanischer Reeder und Begründer des multimodalen Verkehrs                                                | 87    |       |
| 25. Mai | Luis Munive Escobar                 | mexikanischer Geistlicher, Bischof von Tlaxcala                                                                 | 80    |       |
| 25. Mai | Harold Ridley                       | britischer Augenarzt                                                                                            | 94    |       |
| 26. Mai | Johann Atrops                       | deutscher Ingenieur und Professor für Bauingenieurwesen und Gründungsrektor der Fachhochschule Köln             | 79    |       |
| 26. Mai | Vittorio Brambilla                  | italienischer Motorrad- und Automobilrennfahrer                                                                 | 63    |       |
| 26. Mai | Roman Codreanu                      | rumänischer Ringer                                                                                              | 48    |       |
| 26. Mai | Anne Haney                          | US-amerikanische Schauspielerin                                                                                 | 67    |       |
| 26. Mai | Herbert Steiner                     | österreichischer Kommunist und Gründer des DÖW                                                                  | 78    |       |
| 26. Mai | Alberto Korda                       | kubanischer Fotograf                                                                                            | 72    |       |
| 26. Mai | William Molloy, Baron Molloy        | britischer Politiker (Labour), Mitglied des House of Commons und Gewerkschafter                                 | 82    |       |
| 26. Mai | Dea Trier Mørch                     | dänische bildende Künstlerin und Schriftstellerin                                                               | 59    |       |
| 27. Mai | Ramon Bieri                         | US-amerikanischer Schauspieler                                                                                  | 71    |       |
| 27. Mai | Helen Oakley Dance                  | kanadische Jazz-Produzentin und Journalistin                                                                    | 88    |       |
| 27. Mai | Victor Kiam                         | US-amerikanischer Unternehmer und Self-Made-Millionär                                                           | 74    |       |
| 27. Mai | Ida Krinner                         | deutsche Landwirtin und Politikerin (CSU), MdL, Mitglied des Bayerischen Senats                                 | 74    |       |
| 27. Mai | Gilles Lefebvre                     | kanadischer Geiger                                                                                              | 78    |       |
| 27. Mai | Wilfried Mann                       | deutscher Sänger                                                                                                |       |       |
| 27. Mai | Glauco Masetti                      | italienischer Jazzmusiker                                                                                       | 79    |       |
| 27. Mai | Ralph Nichols                       | englischer Badmintonspieler                                                                                     | 90    |       |
| 27. Mai | Anton Ott                           | deutscher Politiker (CSU), MdB                                                                                  | 88    |       |
| 27. Mai | Robert H. Scanlan                   | US-amerikanischer Ingenieur                                                                                     |       |       |
| 28. Mai | Tony Ashton                         | britischer Rocksänger und -keyboarder                                                                           | 55    |       |
| 28. Mai | Francis Bebey                       | französischer Musiker und Schriftsteller kamerunischer Herkunft                                                 | 71    |       |
| 28. Mai | Thomas Klein                        | deutscher Historiker                                                                                            | 67    |       |
| 28. Mai | Joe Moakley                         | US-amerikanischer Politiker                                                                                     | 74    |       |
| 28. Mai | Hein Schlüter                       | deutscher Autor und Herausgeber                                                                                 | 97    |       |
| 28. Mai | Francisco Varela                    | chilenischer Biologe und Neurowissenschaftler                                                                   | 54    |       |
| 29. Mai | Wolfgang Behrendt                   | deutscher Fernsehmoderator und Chefsprecher der heute-Nachrichten im ZDF                                        | 82    |       |
| 29. Mai | Alberto Aurelio Brazzini Diaz-Ufano | peruanischer katholischer Bischof                                                                               | 63    |       |
| 29. Mai | Ruth Liepman                        | deutsche Juristin und Literaturagentin                                                                          | 92    |       |
| 29. Mai | Gerd Mingram                        | deutscher Fotograf und Bildreporter                                                                             | 90    |       |
| 29. Mai | Helmut Neubauer                     | deutscher Historiker                                                                                            | 76    |       |
| 29. Mai | Vytautas Sakalauskas                | litauischer Politiker und Ministerpräsident                                                                     | 68    |       |
| 29. Mai | Karl Schweri                        | Schweizer Unternehmer                                                                                           | 84    |       |
| 29. Mai | Frans van de Staak                  | niederländischer Filmemacher                                                                                    | 58    |       |
| 29. Mai | Edmund Stächele                     | deutscher Kommunalpolitiker                                                                                     | 88    |       |
| 29. Mai | Axel Weber                          | deutscher Stabhochspringer                                                                                      | 47    |       |
| 30. Mai | Sergei Nikolajewitsch Ageikin       | russischer Eishockeyspieler                                                                                     | 37    |       |
| 30. Mai | Jaime Rexach Benítez                | puerto-ricanischer Politiker                                                                                    | 92    |       |
| 30. Mai | Werner Fricker                      | US-amerikanischer Fußballspieler                                                                                | 65    |       |
| 30. Mai | Christa Herricht                    | deutsche Tänzerin und Schauspielerin                                                                            | 63    |       |
| 30. Mai | Nikolai Sergejewitsch Korndorf      | sowjetisch-kanadischer Komponist                                                                                | 54    |       |
| 30. Mai | Aquilin Ullrich                     | deutscher Tötungsarzt der Aktion T4                                                                             | 87    |       |
| 31. Mai | Elfriede Blaickner                  | österreichische Politikerin (ÖVP), Landtagsabgeordnete von Vorarlberg                                           | 96    |       |
| 31. Mai | Wilhelmine Corinth                  | deutsch-US-amerikanische Schauspielerin und Autorin                                                             | 91    |       |
| 31. Mai | Arlene Francis                      | US-amerikanische Schauspielerin                                                                                 | 93    |       |
| 31. Mai | Ota Hemele                          | tschechischer Fußballspieler                                                                                    | 75    |       |
| 31. Mai | Faisal al-Husaini                   | palästinensischer Politiker                                                                                     | 60    |       |
| 31. Mai | Santiago Martínez Caro              | spanischer Diplomat                                                                                             | 74    |       |
| 31. Mai | Gerhard Ott                         | deutscher Chirurg und Professor                                                                                 | 71    |       |
| 31. Mai | Walter E. Rogers                    | US-amerikanischer Politiker                                                                                     | 92    |       |
| 31. Mai | Nancy Stevenson                     | US-amerikanische Politikerin                                                                                    | 72    |       |
| 31. Mai | John E. Theimer                     | US-amerikanischer Heeresoffizier                                                                                | 93    |       |
| 31. Mai | Fritz Trautz                        | deutscher Historiker                                                                                            | 84    |       |
| 31. Mai | Rosemary Verey                      | englische Landschaftsgärtnerin                                                                                  | 82    |       |
| Mai     | Ingrid Braut                        | deutsche Sängerin, Bühnen- und Filmschauspielerin                                                               | ≈75   |       |
| Mai     | Renée Schuurman                     | südafrikanische Tennisspielerin                                                                                 | 61    |       |